# Osmanthus americanus
Osmanthus americanus är en syrenväxtart som först beskrevs av Carl von Linné, och fick sitt nu gällande namn av George Bentham, Joseph Dalton Hooker och Asa Gray. Osmanthus americanus ingår i släktet Osmanthus och familjen syrenväxter.

## Underarter
Arten delas in i följande underarter:
- O. a. americanus
- O. a. megacarpus

## Bildgalleri

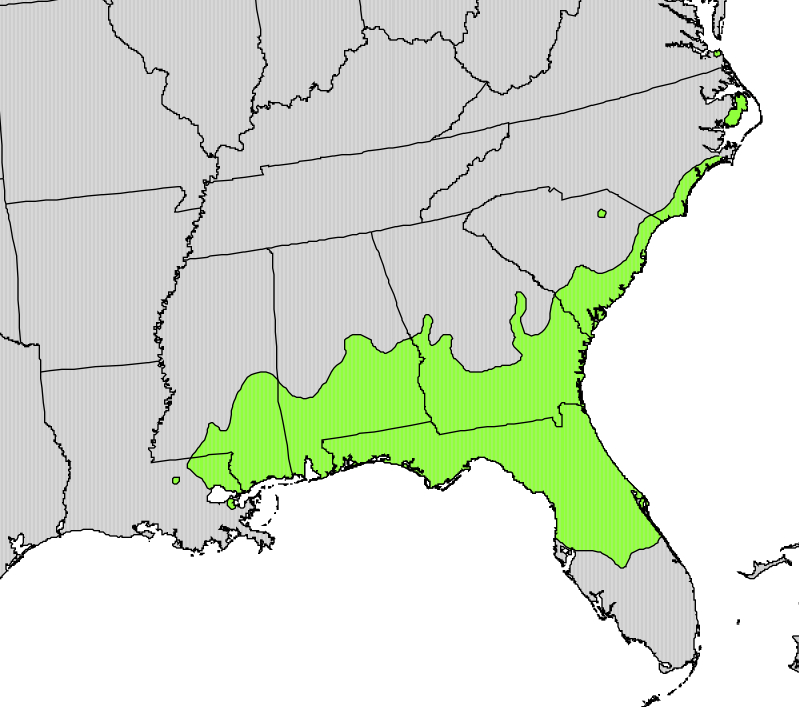